# 국제 지구권-생물권 프로그램
국제 지구권-생물권 프로그램(International Geosphere-Biosphere Program, IGBP)은 1987년부터 2015년까지 운영되었던 연구 프로그램으로서, 전 세계적인 기후 변화 현상을 다루는 프로젝트였다. 이 프로젝트의 주요 초점은 지구의 생물학적, 화학적, 물리적 과정 사이의 상호작용을 지역적 및 전 지구적 규모에서 분석하고, 이러한 과정이 인간 사회와 시스템에 어떠한 상호작용을 하는지 연구하는 것이었다. IGBP는 지구의 생물과 환경 사이의 상호작용을 연구함으로써 생태계의 보전과 지속가능발전의 토대를 마련하기 위한 매우 포괄적인 연구 프로그램이다.

## 같이 보기
- 지구 변화
- 지구 온난화
- 지구시스템과학
- 지속 가능한 발전